# Distrito de Abancay
El Distrito de Abancay es uno de los nueve distritos de la provincia de Abancay  ubicada en el departamento de Apurímac, bajo la administración del Gobierno regional de Apurímac, en el sur del Perú.
Desde el punto de vista jerárquico de la Iglesia católica forma parte de la Diócesis de Abancay la cual, a su vez, pertenece a la Arquidiócesis de Cusco.

## Toponimia
El desentrañanamiento más aceptable de esta toponimia le correspondería al experto Rodolfo Cerrón Palomino, quien propone que el topónimo viene del quechua *awa-nqa-y que significa 'lugar donde se teje'.

## Geografía
La ciudad de Abancay se encuentra ubicada en los Andes Centrales en las coordenadas 13º 38' 33'" latitud sur y 72º 52' 54" longitud oeste. Está a 2.378 m s. n. m.
- Su superficie es de 313.07 km²
- Tiene una población estimada de 72 761 habitantes en 2018.
- Por la ciudad pasa el río Mariño.

## Autoridades

### Municipales
- 2015-2018
  - José Manuel Campos Cepedes Movimiento Popular Kallpa
  - Regidores  	Edward Salvador Palacios Vásquez Movimiento Popular Kallpa, Richard Espinoza Palomino Movimiento Popular Kallpa, Ángel Maldonado Mendivil Movimiento Popular Kallpa,

Hermogenes Rojas Sullca Movimiento Popular Kallpa, Jorge Luis Pozo Sánchez Movimiento Popular Kallpa, Eliana Ortega Menzala Movimiento Popular Kallpa, Andrea Rosa Calderón Amesquita Movimiento Popular  
Kallpa, Agustín Elguera Hilares (APP) Alianza Para El Progreso, Julián Casaverde Agrada (UPP) Unión Por El Perú, Walter Palomino Barrientos Movimiento Independiente Fuerza Campesina Regional, 
Uriel Carrión Herrera Fuerza Popular. 
- 2011-2014:[4]
  - Alcalde: Noé Villavicencio Ampuero, Movimiento Poder Popular Andino (PPA).
  - Regidores: Regidores: Rubén Carrión Soria (PPA), Danilo Luna Valer (PPA), Iris Rosaura Soria Gutiérrez (PPA), Edwin Cáceres Cervantes (PPA), Robert Hurtado Huayta (PPA), Danny Mark Paira Céspedes (PPA), John Vascones Soria (Tupay-Todos Unidos por Abancay), Marco Antonio Morales Holguín (Tupay-Todos Unidos por Abancay), José Luis Cornelio Montaño (Tupay-Todos Unidos por Abancay).

## Educación

### Colegios
- IE Miguel Grau;
- IE Santa Rosa;
- IE La Salle;

### Universidades
- Universidad Tecnológica de los Andes;
- Universidad Nacional Micaela Bastidas de Apurímac;

## Festividades
- Carnavales;
- Inti Raymi;
- Pachamama Raymi;
- Virgen del Rosario;